# DJ Dado
DJ Dado, de son vrai nom Flavio Daddato (né le 6 janvier 1967 à Milan) est un DJ et producteur italien.

## Biographie
Il a fait partie des courants eurodance et dream trance du milieu des années 1990 au milieu des années 2000.
Il s'est fait connaitre du public grâce à X-Files (1996), une reprise du thème de la série X-Files : Aux frontières du réel issue de son album The Films Collection (1995).
Après la sortie de Metropolis (inspiré de Giorgio Moroder, 1996) et de son album The Album (1996), il signe chez Time Records et sort le titre Revenge (1996) à la fin de l'année ; deux succès en Italie avec la 8e et 5e du hit-parade national. Coming Back (1997) et Ready or Not (avec Simone Jay, 1998) sont également des succès en Italie avec la 2e et 8e du hit-parade national. Toutefois, c'est le titre Give Me Love (avec Michelle Weeks, 1998) qui sera le plus notable de sa carrière après X-Files.

## Discographie

### Albums
- The Films Collection (1995)
- The Album (1996)
- Greatest Hits and Future Bits (1998)
- Greatest Themes'99 (1999)
- The Best Of New Collection 2022 (2022)

### Singles
- The Same (1994)
- Check It Up (with Nando Vanelli) (1994)
- Face It (1995)
- X-Files (1996)
- Metropolis - The Legend Of Babel (1996)
- Dreaming (1996)
- Mission impossible (1996)
- Revenge (1996)
- Shine On You Crazy Diamond (feat. DD Pink) (1997)
- Coming Back (1997)
- Millenium (with Dirty Minds) (1997)
- Give Me Love (feat. Michelle Weeks) (1998)
- Ready Or Not (feat. Simone Jay) (1998)
- Forever (feat. Michelle Weeks) (1999)
- One and Only (with Nina) (1999)
- Where Are You? (feat. Nu-B-Ja) (2000)
- You and Me (feat.J.White) (2001)
- X-Files Theme 2002 (vs. Light) (2002)
- Theme From The Warriors (feat. Dr Feel X) (2004)
- Flying Higher (feat.Simone Jay) (2021)
- My Love ( feat. B Wani) (2022)

### Remixes
- 1200 Micrograms : Ecstasy (2003)
- A.K.Soul : Show you love (1998)
- Alexander O'Neal : Baby come to me
- Alexia : The summer is crazy (1996)
- Bibi Schön : Ohh my baby (1999)
- Boy George : When will you learn (1999)
- Datura : I love to dance (1999)
- Imperio : Atlantis (1996)
- Irene Cara : All my heart (1997)
- Jean-Michel Jarre : Oxygene 8 1997)
- Kay Bianco : Quando sei con me (2000)
- Lifebeat : Endless wind (1998)
- Molella : See the difference (1996)
- Novecento : Leaving now (1996)
- Santini : Pianosplifico (1996)
- The Heartists - The dub : What a Diff'rence a Day Makes (1998)
- Total Eclipse : Nautilus (1998)

## Compilations
- Odyssey One Compilation (1996)